# Final del Grand Prix de patinaje artístico sobre hielo 2018-2019
La Final del Grand Prix de patinaje artístico sobre hielo 2018-2019 fue una competición internacional de la temporada 2018-2019 de patinaje artístico sobre hielo. Se celebró del 6 al 9 de diciembre de 2018 en el Centro de Deportes de Invierno de la UBC, en la ciudad de Vancouver, Canadá. Fue organizada por Skate Canada y la Unión Internacional de Patinaje sobre Hielo, fue la cuarta ocasión que Canadá albergó la Final del Grand Prix. El evento es la etapa final de la serie del Grand Prix en los niveles sénior y júnior, se realizaron competiciones en las disciplinas de patinaje individual masculino, individual femenino, patinaje de parejas y danza sobre hielo.
En este evento, la patinadora japonesa Rika Kihira ganó el oro en nivel sénior, la patinadora rusa Aliona Kostornaya fue la ganadora en nivel júnior. Además, el patinador estadounidense Nathan Chen ganó por segunda ocasión el título sénior, mientras que el título júnior es del canadiense Stephen Gogolev. Es la primera final del Grand Prix donde se aplicaron los nuevos cambios aprobados por la ISU, como la actualización de la escala de valores y grado de ejecución (GOE) de los elementos, de +/-3 a +/-5.

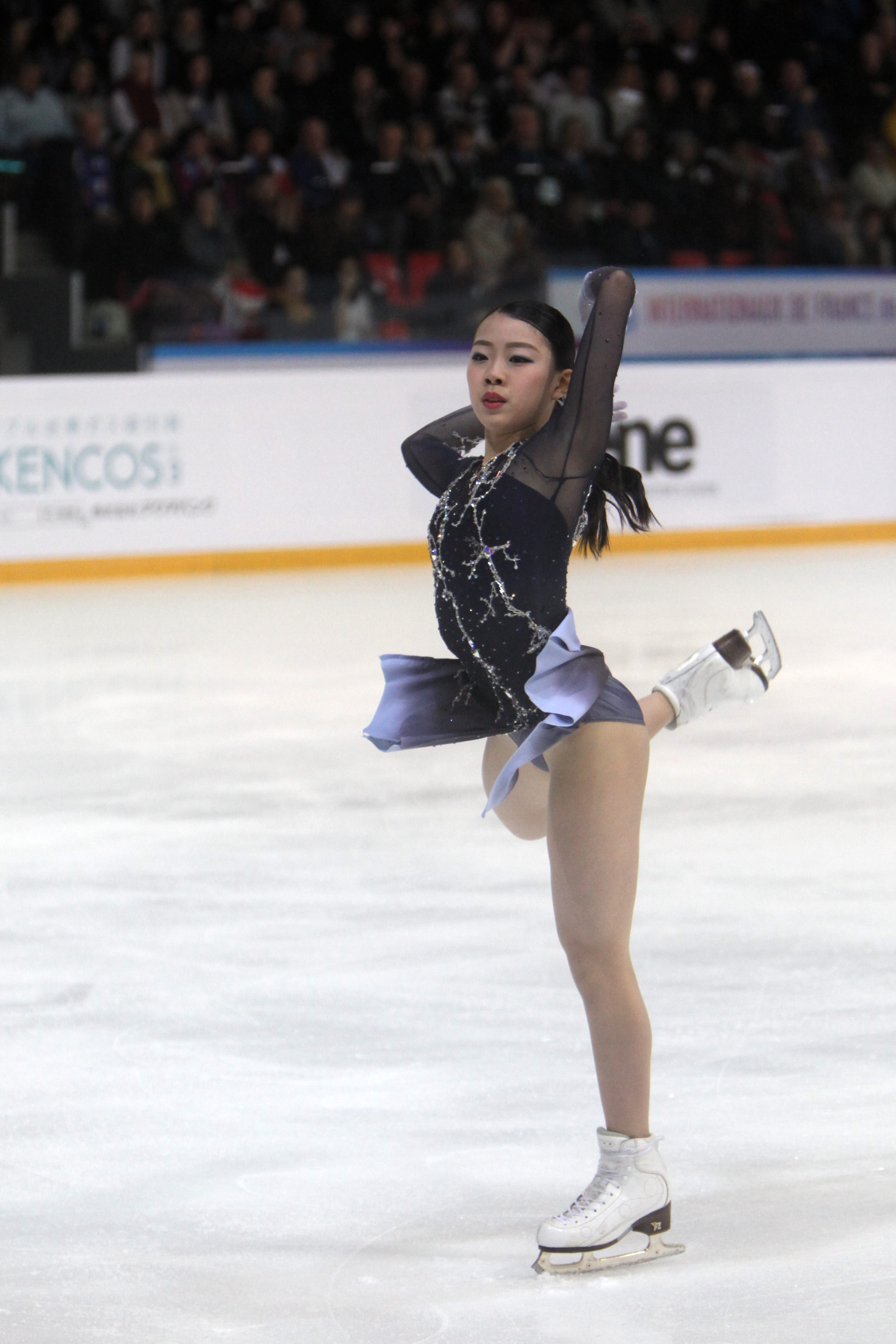
La ganadora de la medalla de oro en nivel sénior, Rika Kihira.

## Clasificados
Para lograr la clasificación directa a la final, los patinadores deben sumar 30 puntos en dos de sus pruebas asignadas; además, obtener una medalla de oro (15 puntos) en un evento y plata (13 puntos) en otro, también obtiene la clasificación; con una medalla de oro y un bronce, plata y bronce (11 puntos), también les da la clasificación.

### Nivel sénior

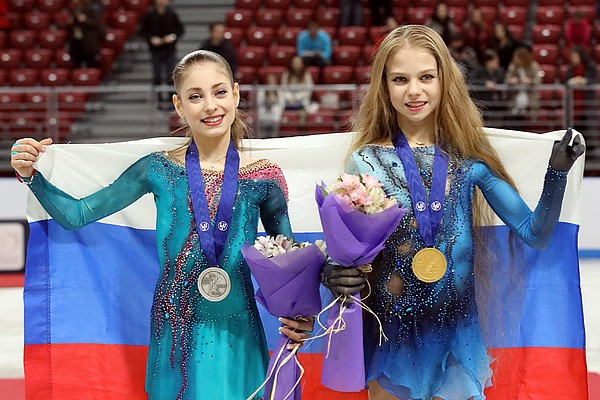
Las rusas Trúsova y Kostornaya se enfrentaron de nuevo en la final júnior.

|           | Individual masculino   | Individual femenino      | Parejas                                 | Danza sobre hielo                      |
| --------- | ---------------------- | ------------------------ | --------------------------------------- | -------------------------------------- |
| 1         | Yuzuru Hanyū (de baja) | Alina Zaguítova          | Vanessa James / Morgan Ciprès           | Madison Hubbell / Zachary Donohue      |
| 2         | Shōma Uno              | Rika Kihira              | Yevguenia Tarásova / Vladímir Morózov   | Aleksandra Stepánova / Ivan Bukin      |
| 3         | Nathan Chen            | Satoko Miyahara          | Natalia Zabiako / Aleksandr Énbert      | Victoria Sinitsina / Nikita Katsalapov |
| 4         | Michal Březina         | Yelizaveta Tuktamysheva  | Peng Cheng / Jin Yang                   | Charlène Guignard / Marco Fabbri       |
| 5         | Serguéi Voronov        | Kaori Sakamoto           | Nicole Della Monica / Matteo Guarise    | Kaitlin Hawayek / Jean-Luc Baker       |
| 6         | Cha Jun-hwan           | Sofia Samodúrova         | Daria Pavliuchenko / Denís Jodykin      | Tiffany Zahorski / Jonathan Guerreiro  |
| Suplentes |                        |                          |                                         |                                        |
| 1         | Keegan Messing         | Mai Mihara               | Alisa Yefímova / Aleksandr Korovin      | Sara Hurtado / Kiril Jaliavin          |
| 2         | Aleksandr Samarin      | Stanislava Konstantinova | Tarah Kayne / Daniel O'Shea             | Piper Gilles / Paul Poirier            |
| 3         | Matteo Rizzo           | Evgenia Medvedeva        | Kirsten Moore-Towers / Michael Marinaro | Lorraine McNamara / Quinn Carpenter    |

### Nivel júnior
|           | Individual masculino                    | Individual femenino  | Parejas                                | Danza sobre hielo                        |
| --------- | --------------------------------------- | -------------------- | -------------------------------------- | ---------------------------------------- |
| 1         | Petr Gumennik                           | Aleksandra Trúsova   | Anastasia Mishina / Aleksandr Galiamov | Arina Ushakova / Maksim Nekrásov         |
| 2         | Camden Pulkinen                         | Aliona Kostornaya    | Polina Kostiukovich / Dmitri Ialin     | Elizaveta Judaiberdieva / Nikita Nazarov |
| 3         | Adam Siao Him Fa                        | Anna Shcherbakova    | Ksenia Ajanteva / Valeri Kólesov       | Avonley Nguyen / Vadym Kolesnik          |
| 4         | Tomoki Hiwatashi                        | Anastasia Tarakanova | Apolinaria Panfilova / Dmitri Rylov    | Sofia Shevchenko / Ígor Eremenko         |
| 5         | Andrew Torgashev (de baja)              | Kim Ye-lim           | Anastasia Poluianova / Dmitry Sopot    | Marjorie Lajoie / Zachary Lagha          |
| 6         | Kōshirō Shimada                         | Aliona Kanysheva     | Sarah Feng / TJ Nyman                  | Maria Kazakova / Georgy Reviya           |
| Suplentes |                                         |                      |                                        |                                          |
| 1         | Stephen Gogolev (sustitute a Torgashev) | Anna Tarusina        | Laiken Lockley / Keenan Prochnow       | Polina Ivanenko / Daniil Karpov          |
| 2         | Kirill Iakovlev                         | You Young            | Riku Miura / Shoya Ichihashi           | Elizaveta Shanaeva / Devid Naryzhnyy     |
| 3         | Yuma Kagiyama                           | Rion Sumiyoshi       | Patricia Andrew / Paxton Fletcher      | Darya Popova / Volodymyr Byelikov        |

## Resultados en la categoría sénior

### Patinaje individual masculino
| Clasificación | Nombre       | País           | Total  | Programa corto | Programa corto | Programa libre | Programa libre |
| ------------- | ------------ | -------------- | ------ | -------------- | -------------- | -------------- | -------------- |
| 1             | Nathan Chen  | Estados Unidos | 282.42 | 1              | 92.99          | 1              | 189.42         |
| 2             | Shoma Uno    | Japón          | 275.10 | 2              | 91.67          | 2              | 183.43         |
| 3             | Cha Jun-hwan | Corea del Sur  | 263.49 | 4              | 89.07          | 3              | 174.42         |

### Patinaje individual femenino
| Clasificación | Nombre                  | País  | Total  | Programa corto | Programa corto | Programa libre | Programa libre |
| ------------- | ----------------------- | ----- | ------ | -------------- | -------------- | -------------- | -------------- |
| 1             | Rika Kihira             | Japón | 233.12 | 1              | 82.51          | 1              | 150.61         |
| 2             | Alina Zaguítova         | Rusia | 226.53 | 2              | 77.93          | 2              | 148.60         |
| 3             | Yelizaveta Tuktamysheva | Rusia | 215.32 | 3              | 70.65          | 3              | 144.67         |

### Patinaje de parejas
| Clasificación | Nombre                                | País    | Total  | Programa corto | Programa corto | Programa libre | Programa libre |
| ------------- | ------------------------------------- | ------- | ------ | -------------- | -------------- | -------------- | -------------- |
| 1             | Vanessa James / Morgan Ciprès         | Francia | 219.88 | 4              | 71.51          | 1              | 148.37         |
| 2             | Peng Cheng / Jin Yang                 | China   | 216.90 | 1              | 75.18          | 2              | 141.21         |
| 3             | Yevguenia Tarásova / Vladímir Morózov | Rusia   | 214.20 | 3              | 74.04          | 3              | 140.16         |

### Danza sobre hielo
| Clasificación | Nombre                                 | País           | Total  | Danza corta | Danza corta | Danza libre | Danza libre |
| ------------- | -------------------------------------- | -------------- | ------ | ----------- | ----------- | ----------- | ----------- |
| 1             | Madison Hubbell / Zachary Donohue      | Estados Unidos | 205.35 | 1           | 80.53       | 1           | 124.82      |
| 2             | Victoria Sinitsina / Nikita Katsalapov | Rusia          | 201.37 | 3           | 77.33       | 2           | 124.04      |
| 3             | Charlène Guignard / Marco Fabbri       | Italia         | 198.65 | 2           | 78.30       | 3           | 120.35      |

## Resultados en categoría júnior

### Patinaje individual masculino
| Clasificación | Nombre          | País   | Total  | Programa corto | Programa corto | Programa libre | Programa libre |
| ------------- | --------------- | ------ | ------ | -------------- | -------------- | -------------- | -------------- |
| 1             | Stephen Gogolev | Canadá | 233.58 | 2              | 78.82          | 1              | 154.76         |
| 2             | Petr Gumennik   | Rusia  | 218.75 | 3              | 76.16          | 2              | 142.59         |
| 3             | Kōshirō Shimada | Japón  | 214.38 | 4              | 73.97          | 4              | 140.41         |

### Patinaje individual femenino
| Clasificación | Nombre             | País  | Total  | Programa corto | Programa corto | Programa libre | Programa libre |
| ------------- | ------------------ | ----- | ------ | -------------- | -------------- | -------------- | -------------- |
| 1             | Aliona Kostornaya  | Rusia | 217.98 | 1              | 76.32          | 1              | 141.66         |
| 2             | Aleksandra Trúsova | Rusia | 215.20 | 2              | 74.43          | 2              | 140.77         |
| 3             | Aliona Kanysheva   | Rusia | 198.14 | 3              | 68.66          | 3              | 129.48         |

### Patinaje en pareja
| Clasificación | Nombre                                 | País  | Total  | Programa corto | Programa corto | Programa libre | Programa libre |
| ------------- | -------------------------------------- | ----- | ------ | -------------- | -------------- | -------------- | -------------- |
| 1             | Anastasia Mishina / Aleksandr Galiamov | Rusia | 190.63 | 3              | 64.37          | 1              | 126.26         |
| 2             | Polina Kostiukovich / Dmitri Ialin     | Rusia | 189.53 | 1              | 66.84          | 2              | 122.69         |
| 3             | Apolinaria Panfilova / Dmitri Rylov    | Rusia | 186.59 | 2              | 66.44          | 3              | 120.15         |

### Danza sobre hielo
| Clasificación | Nombre                                   | País  | Total  | Danza corta | Danza corta | Danza libre | Danza libre |
| ------------- | ---------------------------------------- | ----- | ------ | ----------- | ----------- | ----------- | ----------- |
| 1             | Sofia Shevchenko / Igor Eremenko         | Rusia | 170.66 | 1           | 67.73       | 2           | 102.93      |
| 2             | Arina Ushakova / Maksim Nekrásov         | Rusia | 170.65 | 2           | 67.49       | 1           | 103.16      |
| 3             | Elizaveta Judaiberdieva / Nikita Nazarov | Rusia | 164.54 | 3           | 66.29       | 4           | 98.25       |